# Lumban Balik
Lumban Balik is een bestuurslaag in het regentschap Toba Samosir van de provincie Noord-Sumatra, Indonesië. Lumban Balik telt 268 inwoners (volkstelling 2010).